# 宇美駅
宇美駅（うみえき）は、福岡県糟屋郡宇美町宇美五丁目にある、九州旅客鉄道（JR九州）香椎線の駅である。駅番号はJD16。同線の終着駅。

## 歴史
かつては比較的大規模な駅であったが現在は大幅に縮小されている。1985年（昭和60年）に廃線となった勝田線も宇美駅を設けていたが、建設した会社がそれぞれ別であったことから、同じ国鉄路線にもかかわらず香椎線の駅から100m程度離れた場所に置かれていた。駅員の配置は香椎線の宇美駅で行われていた。
国鉄時代には、国鉄線同士でありながら改札外連絡となる、類似する構造の駅が当駅を含めて尼崎駅・浜川崎駅・石巻駅の4駅存在した。現在もそのままの駅は浜川崎駅のみで、尼崎駅とこの宇美駅は片方の路線が廃止され、石巻駅は統合された。
- 1905年（明治38年）12月29日：博多湾鉄道（1920年、博多湾鉄道汽船に改称）の駅として開設[2]。
- 1918年（大正7年）9月19日：博多湾鉄道の駅から約150m離れた所に筑前参宮鉄道の貨物駅として宇美駅が開業[3]。
- 1919年（大正8年）
  - 5月20日：筑前参宮鉄道の宇美駅を新宇美駅に改称し旅客業務開始[4]。
  - 12月1日：筑前参宮鉄道の新宇美駅を上宇美駅に改称[5]。
- 1942年（昭和17年）9月19日：博多湾鉄道汽船と筑前参宮鉄道が西日本鉄道（合併時まで九州電気軌道）に合併。両線の上宇美駅と宇美駅を統合し、西鉄糟屋線・宇美線の宇美駅となる（但し距離が離れているのは変わらず）。
- 1944年（昭和19年）5月1日：西日本鉄道糟屋線と宇美線が戦時買収により国有化され国鉄香椎線・勝田線に継承[2][3]。
- 1981年（昭和56年）7月30日：両線の貨物業務廃止[2]。
- 1984年（昭和59年）2月1日：荷物扱い廃止[2]。業務委託駅となる[6]。
- 1985年（昭和60年）4月1日：勝田線廃止[3]。
- 1987年（昭和62年）4月1日：国鉄分割民営化に伴い、九州旅客鉄道（JR九州）の駅となる[2]。
- 1989年（平成元年）：駅舎改築[1]。
- 2000年（平成12年）7月6日：自動改札機を設置し、供用開始[7]。
- 2009年（平成21年）3月1日：ICカード「SUGOCA」の利用を開始[8]。
- 2015年（平成27年）3月14日：駅遠隔案内システム（Smart Support Station）「ANSWER」導入に伴い無人駅化[9]。

## 駅構造
単式ホーム1面1線と側線1線を有する無人駅で、駅舎を併設している。なお、新しく建て替えた駅舎は、宇美八幡宮に沿って、鳥居のような形をイメージして作られている。また、異常時には遠隔操作に対応している。
かつては大きな駅で、機関車の機回し線や貨物施設、機回線にもホームの跡が有り、町道に再利用されていた。この機回線の先で勝田線が全通以前に連絡線もあって、香椎線経由で石炭輸送を仮営業。香椎線側の駅には大きめな開業時からの木造駅舎が建っていた。一方の勝田線の駅舎は早くから小さくされてブロック積みの粗末な駅舎に建て替えられて最終日を迎えていた。
2009年にマルス導入により、みどりの窓口が設置されたが、2015年の無人化に伴い廃止された。SUGOCAの利用が可能であり、チャージや無記名SUGOCAの発売も行っている。液晶ディスプレイ式の小型発車標と自動改札機が設置されている。但し、自動改札機は無人化と同時に磁気券投入口が塞がれたためICカード専用である。

## 利用状況
2020年（令和2年）度の1日平均乗車人員は1,529人であり、JR九州の駅としては第94位である。
近年の1日平均乗車人員は以下の通り。
| 年度               | 1日平均 乗車人員 |
| ------------------ | ---------------- |
| 2016年（平成28年） | 1,884            |
| 2017年（平成29年） | 1,913            |
| 2018年（平成30年） | 1,890            |
| 2019年（令和元年） | 1,902            |
| 2020年（令和02年） | 1,529            |

## 駅周辺
- 宇美町役場
- 宇美八幡宮
- 宇美町歴史資料館
- 宇美本町郵便局
- 西日本シティ銀行宇美支店
- 福岡県立宇美商業高等学校
- ユービオス
- 西日本鉄道宇美自動車営業所
- 西鉄エム・テック福岡工場（自動車整備工場）
- 福岡県道60号飯塚大野城線
- 宇美町立宇美小学校
- 宇美町立宇美中学校
- にしてつストア 宇美店

駅自体の規模に対して駅前広場がやや広い。これは勝田線跡や勝田線の当駅の土地を活用しているためである。勝田線跡は道路の一部となっていたり、自転車道として整備されている。

### バス路線
宇美駅前にもバス乗り場（JR宇美駅）が存在するが、ユービオスに隣接して転回場を備えた上宇美バス停があり、こちらで折返す便も多い。なお、JR宇美駅を通るバスは全て上宇美も経由する。
- 2024年10月1日時点の路線

#### JR宇美駅・上宇美発着・経由
■■ 33番
極楽寺 - 障子岳 - JR宇美駅 - 上宇美 - 志免 - 亀山 - 博多バスターミナル
■■ 37番
四王寺坂 - JR宇美駅 - 上宇美 - 志免 - 月隈団地 - 福岡空港前 - 博多バスターミナル
■■ 37-1番
四王寺坂 - JR宇美駅 - 上宇美  - 志免 - 月隈団地 - 福岡空港前 - 榎田町 - 博多バスターミナル
■ 11番
JR宇美駅  - 上宇美 - 中 - 桜並木駅 - JR南福岡駅
■ 4-1番
宇美営業所 - 上宇美 - JR宇美駅 - 上宇美 - 原田橋 - 松川口 - 太宰府 - 太宰府市役所前

#### 上宇美発着
- 志免方面

■■ 32番
上宇美 - 志免 - 亀山 - 博多バスターミナル - 天神 - 大濠公園
■■ 34番
上宇美 - 志免 - 亀山 - 吉塚駅東口 - 千代町 - 天神 - 大濠公園
■ 370番
上宇美 - 志免 - 月隈団地 -（月隈）都市高速（千代）- 天神
- ひばりヶ丘方面

□ 1番
上宇美→ひばりヶ丘→桜丘→月隈団地→福岡空港
■ 無番
上宇美←ひばりヶ丘←桜丘
■■ 39番
上宇美 - ひばりヶ丘 - 桜丘 - 月隈団地 - 福岡空港 - 博多バスターミナル
■■ 139番
上宇美→ひばりヶ丘 - 桜丘 - 月隈団地 - 福岡空港 - 博多バスターミナル -（呉服町）都市高速（西公園）- PayPayドーム前 - 福岡タワー
■ 390番
上宇美 - ひばりヶ丘 - 桜丘 - 月隈団地 -（月隈）都市高速（千代）- 天神

## 隣の駅
九州旅客鉄道（JR九州）
 香椎線
新原駅（JD15） - 宇美駅（JD16）

### かつて存在した路線
勝田線（1985年廃止）
下宇美駅 - 宇美駅 - 筑前勝田駅